# Ульяниця
Улья́ниця (рос. Ульяница) — присілок у складі Великоустюзького району Вологодської області, Росія. Входить до складу Усть-Алексієвського сільського поселення.

## Населення
Населення — 3 особи (2010; 5 у 2002).
Національний склад (станом на 2002 рік):
- росіяни — 100 %